# Erzbistum São Salvador da Bahia
Das Erzbistum São Salvador da Bahia (lat.: Archidioecesis Sancti Salvatoris in Brasilia, port.: Arquidiocese de São Salvador da Bahia) ist eine römisch-katholische Diözese mit Sitz in der drittgrößten Stadt Brasiliens, Salvador, im Bundesstaat Bahia. Es ist Metropolitanerzbistum und älteste Diözese des Landes, deren Metropolit zugleich die Würde des Primas von Brasilien innehat.

## Geschichte
Das Bistum wurde am 25. Februar 1551 als Bistum São Salvador da Bahia de Todos os Santos durch Papst Julius III. aus dem portugiesischen Erzbistum Funchal heraus gegründet, und diesem als Suffragan unterstellt. Erster Bischof war Pedro Fernandes Sardinha. Am 16. November 1676 wurde das Bistum durch Innozenz XI. zum Erzbistum erhoben; erster Erzbischof war Gaspar Barata de Mendonça.
In seiner Geschichte gab das Erzbistum mehrfach Gebietsanteile zur Errichtung neuer Diözesen ab. Zuletzt wurden am 15. Dezember 2010 das Bistum Camaçari und am 22. November 2017 das Bistum Cruz das Almas herausgelöst und dem Erzbistum São Salvador da Bahia als Suffragandiözesen unterstellt.

## Einzelnachweise

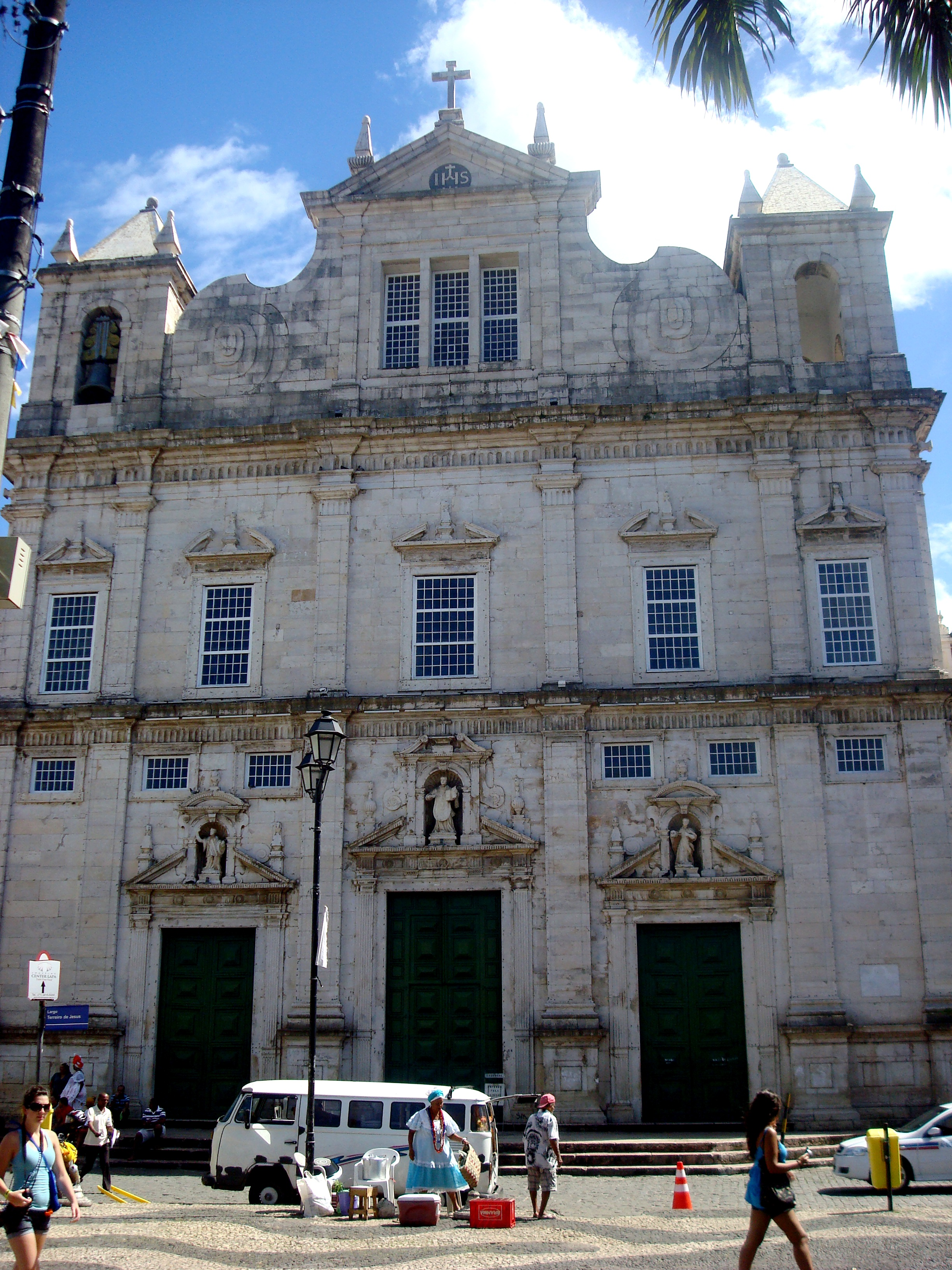
Kathedrale von Salvador